# 周竪峰
周竪峰（英語：Ernie Chow，1996年7月25日—），香港中文大學學生會前會長，香港社運人士。

## 涉及事件

### 被社民連衝擊
2016年七一大遊行期間，與吳文遠、陳德章等隸屬社會民主連線的政治人物於皇后像廣場對開爆發衝突。
2016年7月1日晚上10時45分左右，中大學生會收到消息指，有群眾衝出遮打花園對出馬路，便趕往現場了解，以便按情況呼籲支援或作出相應安排。中大學生會到場後，發現社會民主連線呼籲群眾返回行人路，以便該黨開記者招待會。 後來中大學生會成員與吳文遠及梁國雄理論，質疑為何在群眾經已衝出匯豐總行對出馬路的情況下，仍指點民眾到舊立法會門外。理論其間，中大學生會會長周竪峰報稱遭到社民連多人包圍及謾罵，並指社民連相關人士起腳踢向周竪峰。其後，周竪峰一度受到包圍追趕及聲稱被拳打腳踢，更聲言背包遭粗暴扯破，又有人企圖將中大學生會幹事推進水池。眾人在皇后像廣場外擾攘逾10分鐘，周竪峰避走時被多人追隨指罵，最後在旁人掩護下到港鐵站離去，事件始平息。

#### 媒體影片
- 香港大學學生會校園電視拍攝到當時社民連主席吳文遠拍打周竪峰背部，並於2016年7月2日1時19分發佈[4]。
- 《明報》拍攝到當時社民連成員陳德章側身撞向周竪峰，周竪峰則便高呼「你隻腳做什麼」，並於2016年7月2日0時09分發佈[5]。

#### 爭論
- 2016年7月1日晚上22時53分，周竪峰對社民連成員毆打同為示威者之本人予以最嚴正之譴責。[6]

社民連回應
- 7月2日，社會民主連線發聲明，認為周竪峰的「不斷拳打腳踢」指控是嚴重失實[7]。
- 7月3日，社會民主連線立法會議員梁國雄回應事件，認為拳打腳踢是非常嚴重的指控，希望周竪峰報警，還他們一個公道[8]。當天晚上，周竪峰再次回應事件，指兩天過去，情緒仍未能好好平伏，精神狀態依然恍惚波動，周竪峰亦特別向當晚現場曾以身相救， 周竪峰又表示，明白眾人為他而義憤，但他勸籲各方不要被仇恨吞噬自己，指社民連成員對他拳打腳踢，不代表眾人也都要用拳頭向社民連成員還擊 [9]。

外界回應
- 7月1日，資深博物館導覽訓練員林浩基、中國文化大學史學博士生（現為台灣房地產仲介員）指社民連出於私怨打人，打誰都不應該，但社民連打周豎峰，就是不應該中的既大不該[10]。
- 7月2日，熱血公民成員鄭松泰指社民連追打中大學生，而人民力量一眾亦搬出歪理為其解畫，又指經過此事，人民力量及社民連社合併幾可肯定，組織名稱應該改為「社會人渣連線」[11]。香港復興會主席陳雲指社民連當晚的所為，加速9月選舉的議員更新，又指他們應該自知本土勢力奮起，9月會翻天覆地，故此心中焦躁，沉不住氣[12]。輔仁媒體主編容樂其指社民連是垃圾組織[13]。大專學界電子競技聯賽指責社民連社民的行為表示強烈譴責，又指周竪峰及整個中大學生會為是次聯賽盡心盡力，是聯繫各大院校，組織比賽的核心人物，一旦導致人命傷亡，更會嚴重影響是次賽事進行，影響未來學界電競發展，斥社民連暴力打壓電競發展，再要求社民連不要包庇任何犯法暴徒[14]。
- 7月3日，香港網誌作家盧斯達指泛民看著社民連打人，到年7月3日沒有說過話，沒有譴責暴力，已可以看見泛民樂見異見者被打[15]。
- 7月4日，香港新聞政治評論員王岸然認為周竪峰指控陳德章踢他，陳德章不敢第一時間否認，因為不知有沒有人拍到，有沒有證人看到，是心虛的表現[16]。

### 與中國大陸學生罵戰

#### 背景
前學生會會長的周竪峰於2017年9月7日在香港中文大學民主牆前，與中國大陸學生進行罵戰。事發時，有海報覆蓋民主牆上的其他海報，阻擋了包括宣傳港獨在內的其他海報。學生會成員上前阻止違規張貼行為時，周竪峰便與後來的一位男子發生言語衝突。

#### 過程
根據完整影片，操普通話男子在過程中多次要求解釋「為何不拆走港獨海報」，並用手機拍攝周竪峰，周氣憤地以粵語罵他：「聽早八點清啊，你有冇睇到啊？你盲噶？聽早八點清啊，屌你老母！（明早八點清（拆）啊，你有沒看到啊？你瞎啊？明早八点清啊，去你妈的！）」。二人隨即言語衝突，周以港式粗口發炮，稱對方是支那人。周：「我屌你老母咪屌你老母咯！（我要去就去你妈啊！）」、「我屌你老母臭閪！（我肏你妈臭屄！）」、「支那人躝返支那啦！（支那人滾回支那啦！）」、「報警啦屌你老母，唔報正契弟，快撚啲報！（报警啊去你妈的，不报就是孫子，快他妈的去！）」等用語。而普通話男亦不甘示弱的普通話回應，包括如：「……你老母（他妈的），你說甚麼？」、「這就是港獨」、「我保證你回不到大陸」、「你住那裡……」等等。

#### 結果
新亞書院學生紀律委員會對周竪峰處以警戒的處分，而且事件被國內外網民和媒體關注。周竪峰被親中派起底和攻擊，並嚴詞批判。他的父母也被大肆報導和討論。
另外，當事人周竪峰在回應《蘋果日報》的電話查詢時指，對方接二連三違反學生會所訂立的「民主牆守則」而引起該次事件。而《大紀元》轉載了《香港電台》第31台的節目。有一名中大學生會幹事聲言，學生會與是次事件無關。

### 流亡加拿大
2021年3月，周竪峰流亡加拿大。

## 主持

### 網台節目
- 《MyRadio》網上電台節目：
  - 《學生主場》(已完結)
  - 《誰主香江》(已完結)
  - 《本土最前線》(已完結)

## 外部連結
- 周竪峰的Facebook專頁